# 未知的首尔
《未知的首尔》（：／）是韩国tvN自2025年5月24日至6月29日間播出的土日連續劇，由《嫉妒的化身》《雖然是精神病但沒關係》的导演朴信宇和《五月的青春》的编剧李江合作打造，朴宝英、朴珍榮、刘庆秀主演。海外由Netflix同步上線。

## 剧情概要
该剧讲述一对雙胞胎，外表相似、個性卻南轅北轍，兩人在各自困境中，因互換身分，而展開一段重新尋找愛与人生的旅程。

## 演员阵容

### 主要人物
- 朴宝英 饰演 柳未知[8]（少年时期：李在仁[9]）

30歲，未來的同卵雙胞胎妹妹，日薪勞動者。曾作为田径希望之星风光一时，在那段短暂的辉煌期结束后过着自由自在的生活。外表看起来一模一样的姐妹俩，因为某些缘由开始了互相交换人生的大胆谎言。
- 朴宝英 饰演 柳未来[8]（少年时期：李在仁[9]）

30歲，未知的同卵雙胞胎姐姐，任職於金融公企業策略協調部。从学生时代开始就一直在精英之路上前行，目前在国有企业工作，是一个完美主义者。外表看起来一模一样的姐妹俩，因为某些缘由开始了互相交换人生的大胆谎言。
- 朴珍榮 饰演 李昊洙[11]（少年時期：朴允浩[12]）

30歲，未知、未來高中同學。外貌俊朗、看似漫不经心却又透着悠闲自在态度的大型律师事务所律师，昊洙表面上看就像一只毫无缺点、高雅的白天鹅，但实际上由于过去经历了一些事情，他过上了与以往不同的生活，为了过上平凡日子，昊洙比别人加倍努力。
- 劉慶秀 饰演 韩世振

36歲，長華農園農場主，前伊漢資產運用社CIO。与扮演柳未知的柳未来有交集的男人，从对冲基金的首席投资官归农后成为农场主。

### 其他人物
- 元美京 飾演 玄上月/金羅莎

70歲，雞內臟湯店老闆娘，羅莎食堂建物主。
- 朴煥熙 飾演 金羅莎（青年時期）

真正的金羅莎。
- 張榮男 飾演 金沃禧

54歲，未知、未來的母親，國小供餐調理師。
- 金善映 飾演 廉粉紅

54歲，昊洙的母親，國小校監。
- 林徹洙 饰演 李忠久

43歲，法務法人元根的代表律師，李昊洙的前辈，是一个胜诉率颇高的实力派律师。
- 嵯美暻 飾演 姜月淳[註 1]

80歲，未知、未來的外婆。
- 文東赫 飾演 宋慶久（少年时期：宋承煥）

30歲，慶久超市副店長，是村里唯一中大型超市的獨生子，也是未知的前男友，現為摯友。
- 鄭殷杓 飾演 曹明甲

68歲，由中老年人組成的頭遜里青年會的會長，是村裡的精神支柱。
- 朴胤熙 飾演

韓國金融管理公社策略協調部執行長。
- 鄭勝吉 飾演 崔泰冠

50歲，韓國金融管理公社策略協調部部長。
- 李時勳 飾演 申敬民

47歲，韓國金融管理公社策略協調部組長。
- 高愛利（고애리） 飾演 安美貞

30多歲，韓國金融管理公社策略協調部首席。
- 梁大赫 飾演 黃允顥

30多歲，韓國金融管理公社策略協調部職員。
- 沈素英 飾演 李曉炅

30多歲，韓國金融管理公社策略協調部職員。
- 洪性圓 飾演 金泰伊

28歲，韓國金融管理公社策略協調部資料分析家，金秀妍的弟弟。
- 南允浩 飾演 朴尚勇

韓國金融管理公社策略協調部首席，已婚，曾性騷擾柳未來。
- 辛貞媛（신정원） 飾演 黃智穗

40歲，律師事務所秘書。
- 金耿德（김경덕） 飾演 孔一男

42歲，頭遜青年會成員，經營種苗市場。
- 俞宥珍 飾演 朴智允

30歲，在 J-Card 工作，未知、未來和昊洙的高中朋友。
- 南允浩 飾演

未知、未來的父親。
- 南志佑 飾演 崔承鉉

未知、未來和昊洙的高中同學。
- 韓彩琳（한채린） 飾演 閔藝琳

暗戀昊洙的律師事務所後辈。

### 特別出演
- 朴藝瑛 飾演 金秀妍

35歲，未來的直屬前輩，前韓國金融管理公社戰略企劃組職員。
- 金柱憲 飾演

李昊洙的父親。

## 分集
| 集數 | 標題                                      | 首播日期      | 片長   | 南韓收視人數 （百萬） |
| ---- | ----------------------------------------- | ------------- | ------ | --------------------- |
| 1    | 미지; 아직 모른다                         | 2025年5月24日 | 80分鐘 | 0.931                 |
| 2    | 만점자의 오답노트                         | 2025年5月25日 | 78分鐘 | 1.297                 |
| 3    | 叩叩叩！敞開心扉吧 똑똑, 문 좀 열어주세요 | 2025年5月31日 | 78分鐘 | 1.207                 |
| 4    | 我的宿敵 나의 천적                        | 2025年6月1日  | 75分鐘 | 1.441                 |
| 5    | 與你相依 그대와 혼자서                    | 2025年6月7日  | 78分鐘 | 1.104                 |
| 6    | 月亮代表傻瓜的心 달 같은 바보             | 2025年6月8日  | 81分鐘 | 1.652                 |
| 7    | 樹洞裡的孩子 나무 속 아이                 | 2025年6月14日 | 80分鐘 | 1.639                 |
| 8    | 非典型的另一半 이상한 하나                | 2025年6月15日 | 80分鐘 | 1.911                 |
| 9    | 再次，回歸 다시, 그곳으로                 | 2025年6月21日 | 79分鐘 | 1.773                 |
| 10   | 閱讀你的時光 당신을 읽는 시간             | 2025年6月22日 | 69分鐘 | 2.036                 |
| 11   | 在句子的末尾 그 문장의 끝에서             | 2025年6月28日 | 83分鐘 | 1.780                 |
| 12   | 終章的序幕 마지막 첫 페이지               | 2025年6月29日 | 81分鐘 | 2.168                 |

## 原聲帶
- Part.1（發行日期：2025年5月31日）

| 曲序 | 曲目                 | 演唱       | 时长 |
| ---- | -------------------- | ---------- | ---- |
| 1.   | 黃色的春天（노란봄） | Choi Yuree | 4:00 |
| 2.   | 黃色的春天（Inst.）  |            | 4:00 |

- Part.2（發行日期：2025年6月7日）

| 曲序 | 曲目          | 演唱 | 时长 |
| ---- | ------------- | ---- | ---- |
| 1.   | 晚霞（노을）  | 10cm | 3:58 |
| 2.   | 晚霞（Inst.） |      | 3:58 |

- Part.3（發行日期：2025年6月8日）

| 曲序 | 曲目                  | 演唱 | 时长 |
| ---- | --------------------- | ---- | ---- |
| 1.   | On Your Side          | Sion | 3:26 |
| 2.   | On Your Side（Inst.） |      | 3:26 |

- Part.4（發行日期：2025年6月15日）

| 曲序 | 曲目            | 演唱       | 时长 |
| ---- | --------------- | ---------- | ---- |
| 1.   | In You          | Hong Isaac | 3:46 |
| 2.   | In You（Inst.） |            | 3:46 |

- Part.5（發行日期：2025年6月28日）

| 曲序 | 曲目         | 演唱 | 时长 |
| ---- | ------------ | ---- | ---- |
| 1.   | You          | dori | 4:30 |
| 2.   | You（Inst.） |      | 4:30 |

- Part.6（發行日期：2025年6月29日）

| 曲序 | 曲目                                     | 演唱   | 时长 |
| ---- | ---------------------------------------- | ------ | ---- |
| 1.   | Silence of the Night（나의 시간 어딘가） | Elaine | 4:40 |
| 2.   | Silence of the Night（Inst.）            |        | 4:40 |

## 收視率
《未知的首爾》於2025年5月24日在韓國有線電視tvN開播，首集取得3.6%的收視率、分段收視最高達5%，略低於前一檔《機智住院醫生生活》的開播收視（3.7%）。最終回第12集創下自身最高收視8.4%、分段收視最高達9.4%，連續6週收視上漲，並全劇12集位居韓國付費電視（綜合編成頻道、有線電視）同時段收視冠軍，且其中2集位居全頻道（包含地上波）同時段收視冠軍。20至49歲收視方面，第12集創下自身最高收視4.2%、分段收視最高達4.7%，同樣全劇12集位居韓國付費電視同時段收視冠軍，且其中8集位居全頻道（包含地上波）收視冠軍。
本劇收視與綜合編成的JTBC土日劇《健將聯盟》產生拉鋸，其中僅有2集收視低於該劇，其餘8集收視超越該劇。與其他同期播映的週末劇相比，本劇收視低於地上波的KBS 2TV週末劇《拜託老鷹5兄弟！》、SBS金土劇《鬼宮》，以及JTBC土日劇《比天堂還美麗》，但高於地上波的MBC金土劇《孟教練的惡評者》、《勞務師盧武鎮》，以及SBS金土劇《我們的電影》。播出期間，共計4週躋身韓國付費電視週間收視第1名、1週位居第2名。
| 季數 | 季數 | 每季集數 | 每季集數 | 每季集數 | 每季集數 | 每季集數 | 每季集數 | 每季集數 | 每季集數 | 每季集數 | 每季集數 | 每季集數 | 每季集數 |
| 季數 | 季數 | 1        | 2        | 3        | 4        | 5        | 6        | 7        | 8        | 9        | 10       | 11       | 12       |
| ---- | ---- | -------- | -------- | -------- | -------- | -------- | -------- | -------- | -------- | -------- | -------- | -------- | -------- |
|      | 1    | 0.931    | 1.297    | 1.207    | 1.441    | 1.104    | 1.652    | 1.639    | 1.911    | 1.773    | 2.036    | 1.780    | 2.168    |

| 集數 | 標題               | 播出日期      | 尼爾森全國收視率 | 尼爾森全國收視率 | 尼爾森首都圈收視率 | 尼爾森首都圈收視率 |
| 集數 | 標題               | 播出日期      | 家庭戶比例       | 人數（百萬）     | 家庭戶比例         | 人數（百萬）       |
| ---- | ------------------ | ------------- | ---------------- | ---------------- | ------------------ | ------------------ |
| 1    |                    | 2025年5月24日 | 3.628%           | 0.931            | 4.193%             | 0.529              |
| 2    |                    | 2025年5月25日 | 5.049%           | 1.297            | 5.577%             | 0.679              |
| 3    | 叩叩叩！敞開心扉吧 | 2025年5月31日 | 4.523%           | 1.207            | 5.418%             | 0.698              |
| 4    | 我的宿敵           | 2025年6月1日  | 5.897%           | 1.441            | 6.532%             | 0.800              |
| 5    | 與你相依           | 2025年6月7日  | 4.358%           | 1.104            | 4.883%             | 0.605              |
| 6    | 月亮代表傻瓜的心   | 2025年6月8日  | 6.368%           | 1.652            | 7.144%             | 0.936              |
| 7    | 樹洞裡的孩子       | 2025年6月14日 | 6.452%           | 1.639            | 6.735%             | 0.869              |
| 8    | 非典型的另一半     | 2025年6月15日 | 7.377%           | 1.911            | 8.325%             | 1.070              |
| 9    | 再次，回歸         | 2025年6月21日 | 7.105%           | 1.773            | 7.800%             | 0.935              |
| 10   | 閱讀你的時光       | 2025年6月22日 | 7.744%           | 2.036            | 8.509%             | 1.147              |
| 11   | 在句子的末尾       | 2025年6月28日 | 6.951%           | 1.780            | 7.232%             | 0.917              |
| 12   | 終章的序幕         | 2025年6月29日 | 8.413%           | 2.168            | 8.960%             | 1.142              |

## 獎項
| 年度 | 頒獎典禮                      | 獎項       | 入圍者         | 結果 | 參考   |
| ---- | ----------------------------- | ---------- | -------------- | ---- | ------ |
| 2025 | 第7屆亞洲內容大獎&全球OTT大獎 | 最佳創意   | 《未知的首爾》 | 待定 | [ 71 ] |
| 2025 | 第7屆亞洲內容大獎&全球OTT大獎 | 最佳編劇   | 李江           | 待定 | [ 71 ] |
| 2025 | 第7屆亞洲內容大獎&全球OTT大獎 | 最佳女主角 | 朴寶英         | 待定 | [ 71 ] |
| 2025 | 第7屆亞洲內容大獎&全球OTT大獎 | 最佳女配角 | 張榮男         | 待定 | [ 71 ] |